# Steen-Michael Petersen
Steen-Michael Petersen (* 29. Oktober 1959 in Kopenhagen) ist ein ehemaliger dänischer Radrennfahrer.

## Sportliche Laufbahn
Petersen war im Straßenradsport aktiv. 1979 gewann er eine Etappe der Irland-Rundfahrt. Die nationale Meisterschaft im Mannschaftszeitfahren gewann er 1979 mit Rene Kurell, Ivar Jakobsen und Jesper Worre. 1980 siegte er gemeinsam mit Ivar Jakobsen, Dan Frost und Jesper Worre im Meisterschaftsrennen.
Als Amateur fuhr er einige Zeit für eine italienische Mannschaft, er siegte in den Eintagesrennen Coppa Lanciotto Ballerini und Giro Tre Provincie Toscane 1983. Die Internationale Friedensfahrt fuhr er 1979 und belegte den 58. Platz in der Gesamtwertung.
Von 1984 bis 1987 war er als Berufsfahrer aktiv. Er begann als Radprofi im Radsportteam Fanini-Wührer-Sibicar.
Im Giro d’Italia war er dreimal am Start. 1984 wurde er 72., 1985 51. der Gesamtwertung, 1986 schied er aus. Die Vuelta a España 1987 beendete er vorzeitig.
In den Rennen der UCI-Straßen-Weltmeisterschaften wurde er 1982 13., 1983 11. (jeweils als Amateur), 1985 49. und 1987 schied er aus.
1977 wurde er als Radsportler des Jahres in Dänemark geehrt.